# Galina Lichatjova
Galina Vladimirovna Lichatjova (ryska: Галина Владимировна Лихачёва), född den 15 juli 1977 i Sverdlovsk (nu Jekaterinburg), Ryska SFSR, Sovjetunionen, är en rysk skridskoåkare.
Hon tog OS-brons i damernas lagtempo i samband med de olympiska skridskotävlingarna 2006 i Turin.